# Vermoim (Vila Nova de Famalicão)
Vermoim ist eine Gemeinde im Norden Portugals.

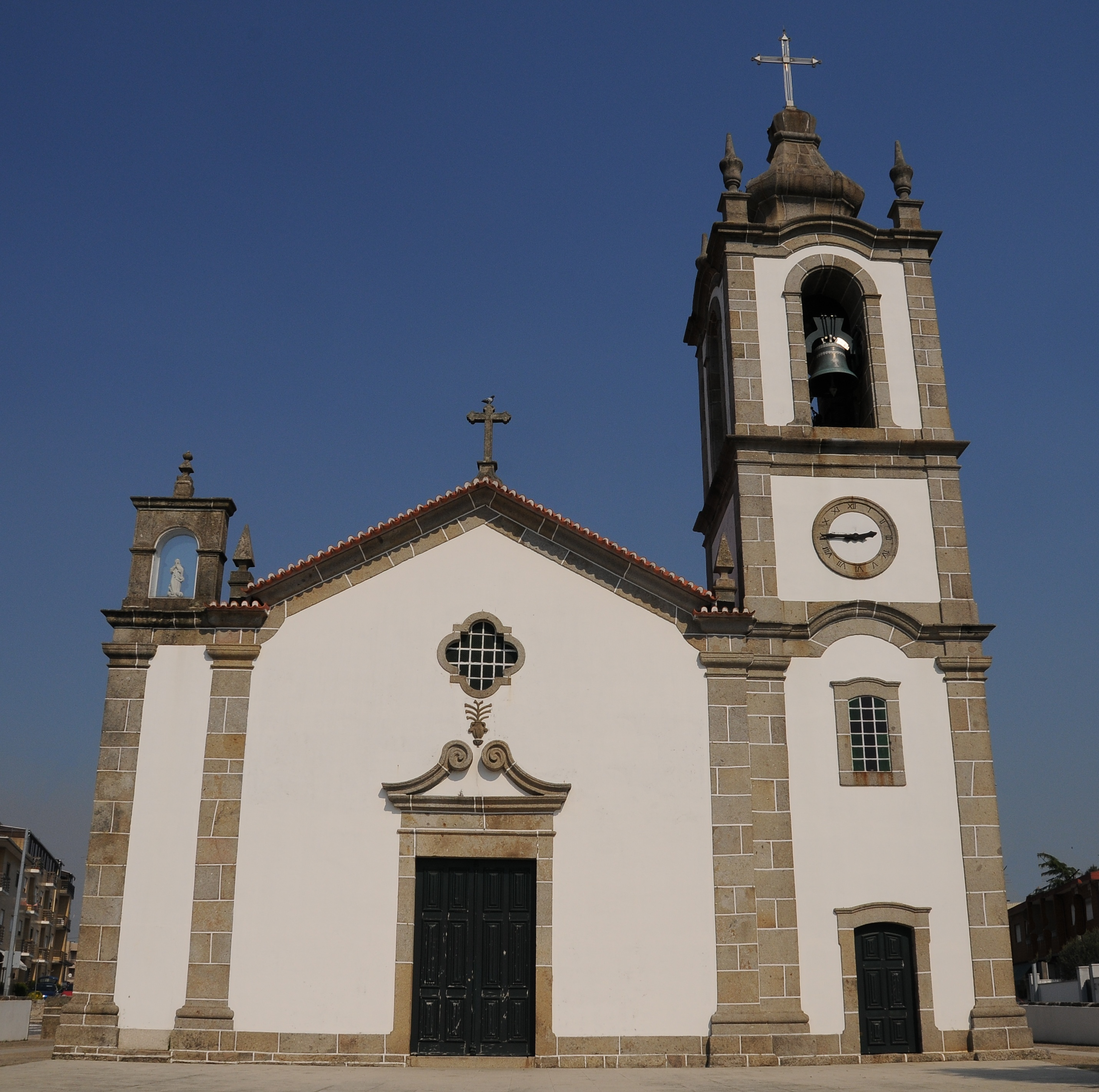
Kirche von Vermoim

Vermoim gehört zum Kreis Vila Nova de Famalicão im Distrikt Braga, besitzt eine Fläche von 4,7 km² und hat 2947 Einwohner (Stand 19. April 2021).